# Авеню B
Авеню B — улица в нейборхуде Алфабет-Сити в боро Манхэттен:21, проходящая с севера на юг к востоку от авеню A и к западу от авеню C. Улица начинается от Хаустон-стрит и заканчивается у 14-й улицы, где переходит в кольцевую дорогу в нейборхуде Стайвесант-таун. Здесь она переходит в авеню A. Южнее пересечения с Хаустон-стрит авеню B переходит в Клинтон-стрит, продолжаясь до Саут-стрит.
По авеню B проходит восточная граница Томпкинс-сквер-парка.

## История
Улица была создана в соответствии с генеральным планом Манхэттена 1811 года как одна из 16 улиц, идущих с севера на юг, шириной 30 метров, включая 12 пронумерованных авеню и четыре обозначенных литерами, расположенных к востоку от Первой авеню.

## Ист-Энд-авеню
В Верхнем Ист-Сайде авеню B находит своё продолжение как Ист-Энд-авеню. Застройка на этом участке является в основном жилой. Ист-Энд-авеню проходит только от Восточной 79-й улицы до Восточной 90-й улицы через нейборхуд Йорквилл. Здесь к улице примыкает Карл-Шурц-парк (англ.), где находится особняк Грейси. В 1928 году бюджетная комиссия Нью-Йорка постановила, что на улице ниже Восточной 84-й улицы допустима только жилая застройка.

## Достопримечательности

Резиденция мэра Нью-Йорка — Особняк Грейси

- Кристодора-Хаус — бывший женский сетлемент, а ныне кондоминиум, расположен на пересечении с 9-й улицей.
- Жилой дом выдающегося джазового саксофониста Чарли Паркера расположен по адресу авеню B, 151, между 9-й и 10-й улицами, где музыкант жил с 1950 по 1954 год; имеет официальный статус достопримечательности[4]:69.
- Особняк Грейси — официальная резиденция мэра Нью-Йорка, расположен у пересечения Ист-Энд-авеню и 88-й улицы.

## Транспорт
В настоящее время на авеню B нет автобусных маршрутов. Автобус M9 раньше проходил по этой улице от Восточной Хаустон-стрит до 14-й улицы. Ныне M9 ходит по авеню C от Хаустон-стрит до 23-й улицы. Автобус M79 едет по Ист-Энд-авеню от 80-й до 79-й улицы.